# (34813) 2001 SS109
2001 SS109 (asteroide 34813) é um asteroide da cintura principal. Possui uma excentricidade de 0.14235400 e uma inclinação de 13.09542º.
Este asteroide foi descoberto no dia 20 de setembro de 2001 por LINEAR em Socorro.